# Шевалье, Темпль
Темпль Шевалье́ (Temple Chevallier; 19 октября 1794 — 4 ноября 1873) — английский астроном и математик. В своих работах, печатавшихся в изданиях Royal astronom. Society, British Association и Astronomische Nachrichten, касался вопроса о планете Нептун, о диаметре Солнца, об элементах комет, о параллаксах и т. д.

## Эпонимы
Имя Шевалье носит кратер на Луне.